# Demetrius Grosse
Demetrius Grosse (* 26. Februar 1981 in Washington, D.C.) ist ein US-amerikanischer Schauspieler.

## Leben und Karriere
Demetrius Grosse wurde in der US-Hauptstadt Washington, D.C. geboren und sammelte bereits in jungen Jahren Schauspiel- und Gesangserfahrung bei verschiedenen Workshops. So stand er bereits im Alter von zehn Jahren auf der Theaterbühne und konnte so früh auf sich aufmerksam machen. Nach dem Besuch der Gonzaga College Highschool besuchte er die Carnegie Mellon University, die er später erfolgreich abschloss. Für seine Bühnendarstellungen wurde er bereits häufig ausgezeichnet, etwa 2014 bei den 24. Annual NAACP Theatre Awards als Bester Hauptdarsteller für The Road Weeps, The Well Runs Dry.
Im Jahr 2007 schloss Grosse sich der Shakespeare-Company von Santa Monica an, mit der er unter anderem in Oxford und Kapstadt auftrat. Zuvor belegte er bereits ein Theaterprogramm am Howard University College of Fine Arts in seiner Heimatstadt. Neben seinen Schauspielengagements, tritt Grosse auch als Produzent in Erscheinung. In Film und Fernsehen ist er seit 2005 zu sehen. Nach einigen Gastrollen übernahm er erstmals in Dexter eine wiederkehrende Rolle. 2008 war er als Baron Samedi in der Serie Heroes zu sehen. Im selben Jahr übernahm er auch in Emergency Room – Die Notaufnahme eine wiederkehrende Rolle, die des Officer Newkirk. Nach weiteren Gastauftritten, darunter Dr. House und Criminal Minds, übernahm er ab 2013 die Rolle des Deputy Emmett Yawners in der Serie Banshee – Small Town. Big Secrets. Auch in der ersten Staffel von Westworld wirkte er in einer Nebenrolle mit.
Neben seinen Serienauftritten ist Grosse auch regelmäßig in Filmen zu sehen, so erstmals in Slice 2011. Zwei Jahre später spielte er in Saving Mr. Banks. Weitere Filmauftritte folgten etwa in Straight Outta Compton, 13 Hours: The Secret Soldiers of Benghazi und Rampage – Big Meets Bigger.
2018 übernahm er als Detective Kevin Wolfe eine Nebenrolle in der Serie The Rookie. Im Sommer 2019 brachte Serienkollegin Afton Williamson Vorwürfe gegen Grosse vor, wonach er sie sexuell belästigt haben soll. Die Vorwürfe konnten sich in der Folge nicht erhärten.

## Filmografie (Auswahl)
- 2005: Numbers – Die Logik des Verbrechens (Numb3rs, Fernsehserie, 2 Episoden)
- 2006: Close to Home (Fernsehserie, Episode 1x13)
- 2006: The Unit – Eine Frage der Ehre (The Unit, Fernsehserie, Episode 2x05)
- 2006: Dexter (Fernsehserie, 2 Episoden)
- 2007: CSI: Miami (Fernsehserie, Episode 5x17)
- 2007: Navy CIS (NCIS, Fernsehserie, Episode 5x08)
- 2008: Bones – Die Knochenjägerin (Bones, Fernsehserie, Episode 4x03)
- 2008: Heroes (Fernsehserie, 3 Episoden)
- 2008–2009: Emergency Room – Die Notaufnahme (ER, Fernsehserie, 5 Episoden)
- 2010: Dr. House (House M.D., Fernsehserie, Episode 7x07)
- 2011: Criminal Minds: Team Red (Criminal Minds: Suspect Behavior, Fernsehserie, Episode 1x07)
- 2011: Criminal Minds (Fernsehserie, Episode 7x07)
- 2011: Slice
- 2012–2015: Justified (Fernsehserie, 13 Episoden)
- 2013: This is Martin Bonner
- 2013: Battle of the Year
- 2013: Saving Mr. Banks
- 2013–2014: Banshee – Small Town. Big Secrets. (Banshee, Fernsehserie, 20 Episoden)
- 2015: Straight Outta Compton
- 2016: 13 Hours: The Secret Soldiers of Benghazi
- 2016: Game of Silence (Fernsehserie, 10 Episoden)
- 2016: Hawaii Five-0 (Fernsehserie, Episode 7x08)
- 2016: Westworld (Fernsehserie, 4 Episoden)
- 2017–2018: The Brave (Fernsehserie, 13 Episoden)
- 2017–2018: Frontier (Fernsehserie, 8 Episoden)
- 2018: Love Jacked
- 2018: Rampage – Big Meets Bigger (Rampage)
- 2018: Chicago P.D. (Fernsehserie, Episode 5x19)
- 2018: Chiefs (Fernsehfilm)
- 2018–2019: The Rookie (Fernsehserie, 4 Episoden)
- 2020: Body Cam – Unsichtbares Grauen (Body Cam)
- 2020: Lovecraft Country (Fernsehserie, Episode 1x01)
- 2020: Navy CIS: L.A. (NCIS Los Angales, Fernsehserie, Episode 12x06)
- 2020–2022: Fear the Walking Dead (Fernsehserie, 4 Episoden)
- 2021: Swagger (Fernsehserie, 3 Episoden)
- 2022: Boon
- 2022: Strong Enough
- 2022: Guillermo del Toro’s Cabinet of Curiosities (Fernsehserie, Folge 1x01)